# Автомобільна промисловість в Таїланді

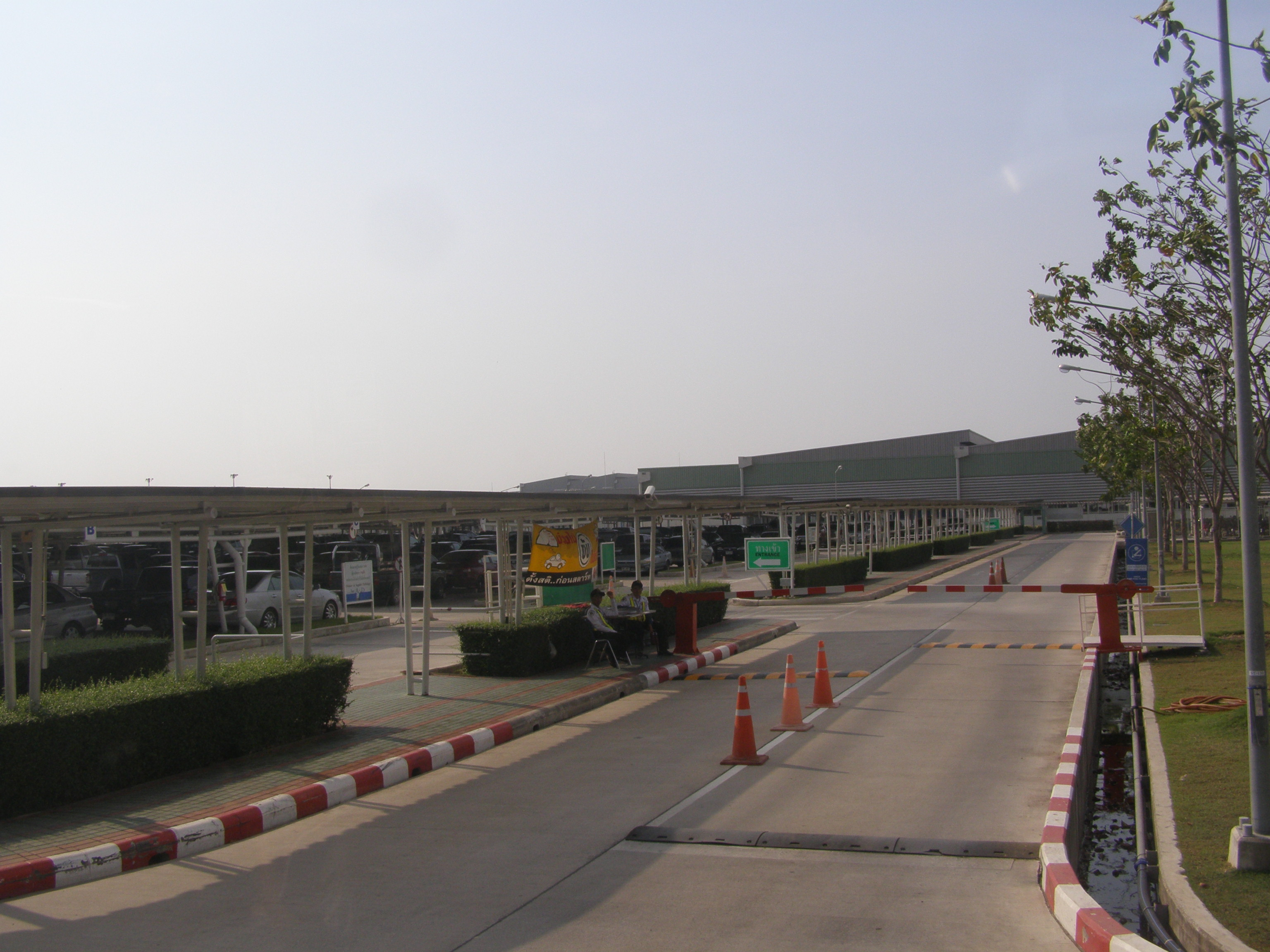
Toyota Motor Thailand

Автомобільна промисловість Таїланду — галузь економіки Таїланду.
Станом на 2019 рік, Таїландська автомобільна промисловість була найбільшою в Південно-Східній Азії і займала 10-те місце в світі. Промисловість Таїланду щорічно випускає понад два мільйони транспортних засобів (легкових автомобілів і пікапів), а це більше, ніж у таких країнах, як Бельгія, Велика Британія, Італія, Чехія та Туреччина.
Більшість транспортних засобів, виготовлених у Таїланді, розроблено та ліцензовано іноземними виробниками, головним чином японськими, американськими та китайськими, але також декількома іншими брендами для CKD-складання, зокрема BMW і Mercedes-Benz. Тайська автомобільна промисловість користується перевагами Зони вільної торгівлі АСЕАН (АФТА), щоб знайти ринок для багатьох своїх виробів. Таїланд є одним з найбільших в світі ринків для пікапів з більш ніж 50-відсотковою часткою ринку для однотонних вантажівок.

## Історія та обсяг ринку

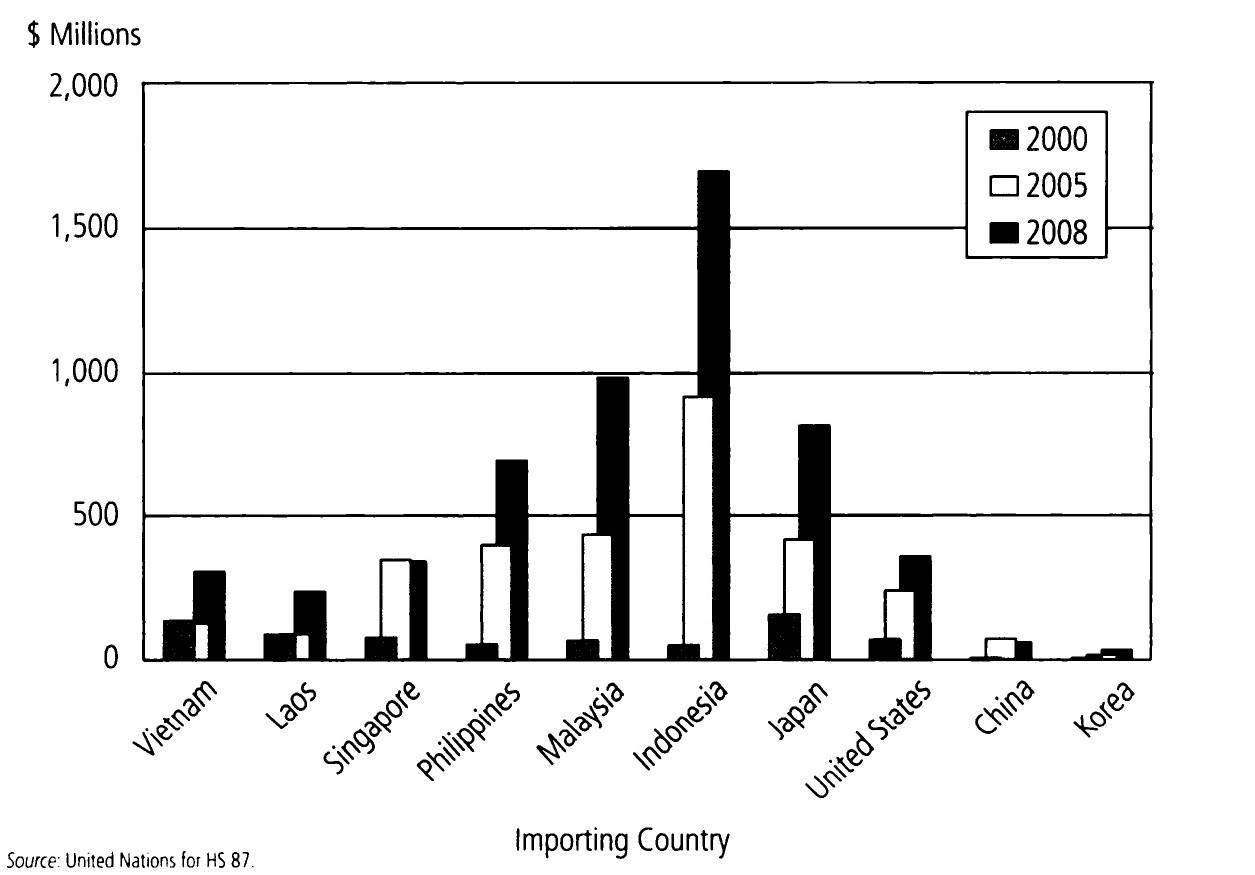
Експорт автомобілів та деталей з Таїланду у 2000, 2005 та 2008 роках

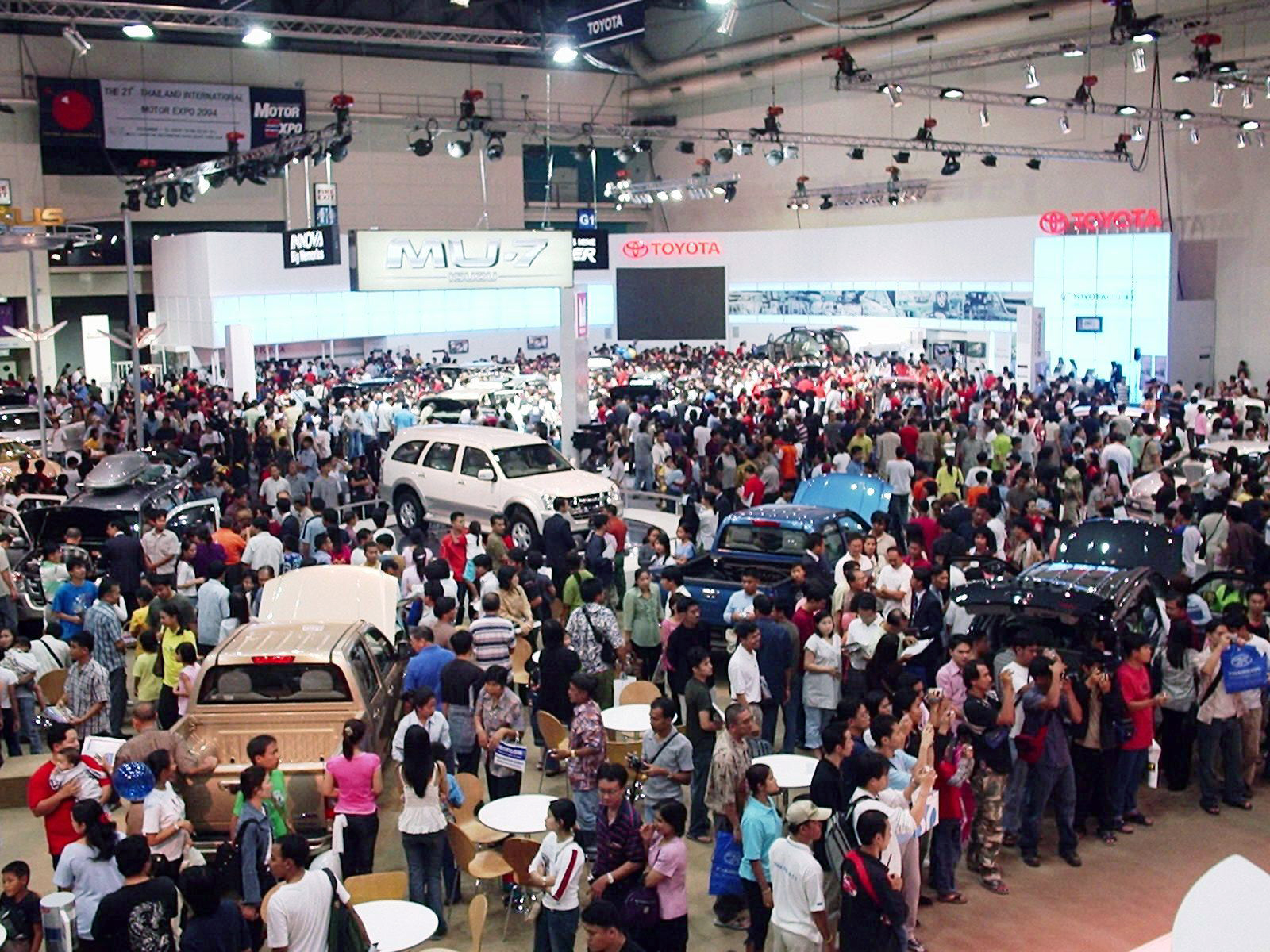
Таїландська Міжнародна Автомобільна Виставка у 2004 році

Історія автомобільної промисловості Таїланду почалася в 1960 році, коли уряд Таїланду запровадив політику імпортозаміщення для стимулювання місцевої промисловості. У 1961 році перша компанія, що виникла в результаті, «Anglo-Thai Motor Company» (спільне підприємство Ford of Britain і Thai Motor Industry Co., існуючого імпортера Ford), почала локальне складання. До 1970 року виробництво автомобілів зросло до 10,667 одиниць. Угода в готелі «Plaza» 1985 року означала збільшення прямих японських інвестицій у Таїланд, а коли економіка почала процвітати, в останні роки 1980-х спостерігалося значне зростання. У 1987 році було досягнуто позначки, коли Mitsubishi Thailand стала першим виробником, який експортував виготовлені в Таїланді транспортні засоби з партією з 488 легкових автомобілів і 40 автобусів до Канади.
У 1991 році ринкові обмеження були пом'якшені, і ринок почав швидко зростати завдяки зниженню цін. Відтоді сфера характеризується стабільним зростанням, особливо в XXI столітті. Так, в 2005 році було вироблено вже понад 1 мільйон транспортних засобів, в 2010 році понад 1,5 мільйона, а після піку виробництва в 2012—2013 роках майже 2,5 мільйона на рік, з 2014 року випускається приблизно 1,9 мільйона автомобілів на рік. Більш ніж половина випуску йде на експорт.
Єдиним національним автовиробником є компанія Thai Rung (не рахуючи невеликого виробництва електромобілів Vera). З великих іноземних виробників в країні виробництво мають Ford, General Motors, BMW, Mercedes-Benz, Mitsubishi, Mazda, Toyota, Isuzu, Honda, Nissan. Бажання інвесторів вкладатися в автомобільну промисловість Таїланду не похитнула навіть політична нестабільність в країні. Ford Motor Company повідомляє про плани побудувати завод в Районгу, що потребує 15 мільярдів тайських бат. Toyota Motor Thailand збільшує виробництво на заводі в провінції Чаченгсау і інвестує 4 мільярда тайських бат. Нарешті, третім всесвітньо відомим виробником є корпорація Mitsubishi Motors. Вона хоче створити завод в провінції Чонбурі і виділяє 15 мільярдів тайських бат для виробництва еко-автомобіля, і це буде найбільший об'єкт поза межами Японії. Щоправда, компанія Honda оголосила про скорочення виробництва в Таїланді через новий акциз.
Сектором тайської автомобільної промисловості, який динамічно розвивається, є виробництво запчастин і комплектуючих. Японська асоціація виробників автомобілів (JAMA) вважає виробництво автомобільних комплектуючих найкращим серед країн АСЕАН (ASEAN).
Декілька факторів пояснюють успіхи тайської автомобільної промисловості. Загальна стійкість тайської економіки, еластичний споживчий попит на нові пропоновані моделі, який стимулює урядова програм при покупці першого автомобіля. Найбільш продаваним класом автомобілів в Таїланді є малолітражки. На цей сегмент ринку припадає 50% обсягу продажів.
На сьогодні автопром Таїланду характеризується виробництвом світового класу, недарма він отримав назву «Детройт Сходу». Привабливим моментом є наявність кваліфікованої і недорогої робочої сили. Країна має в своєму розпорядженні сучасні промислові зони, де створені оптимальні умови саме для автомобільної промисловості, що відповідає очікуванням інвесторів.

## Аналіз ринку

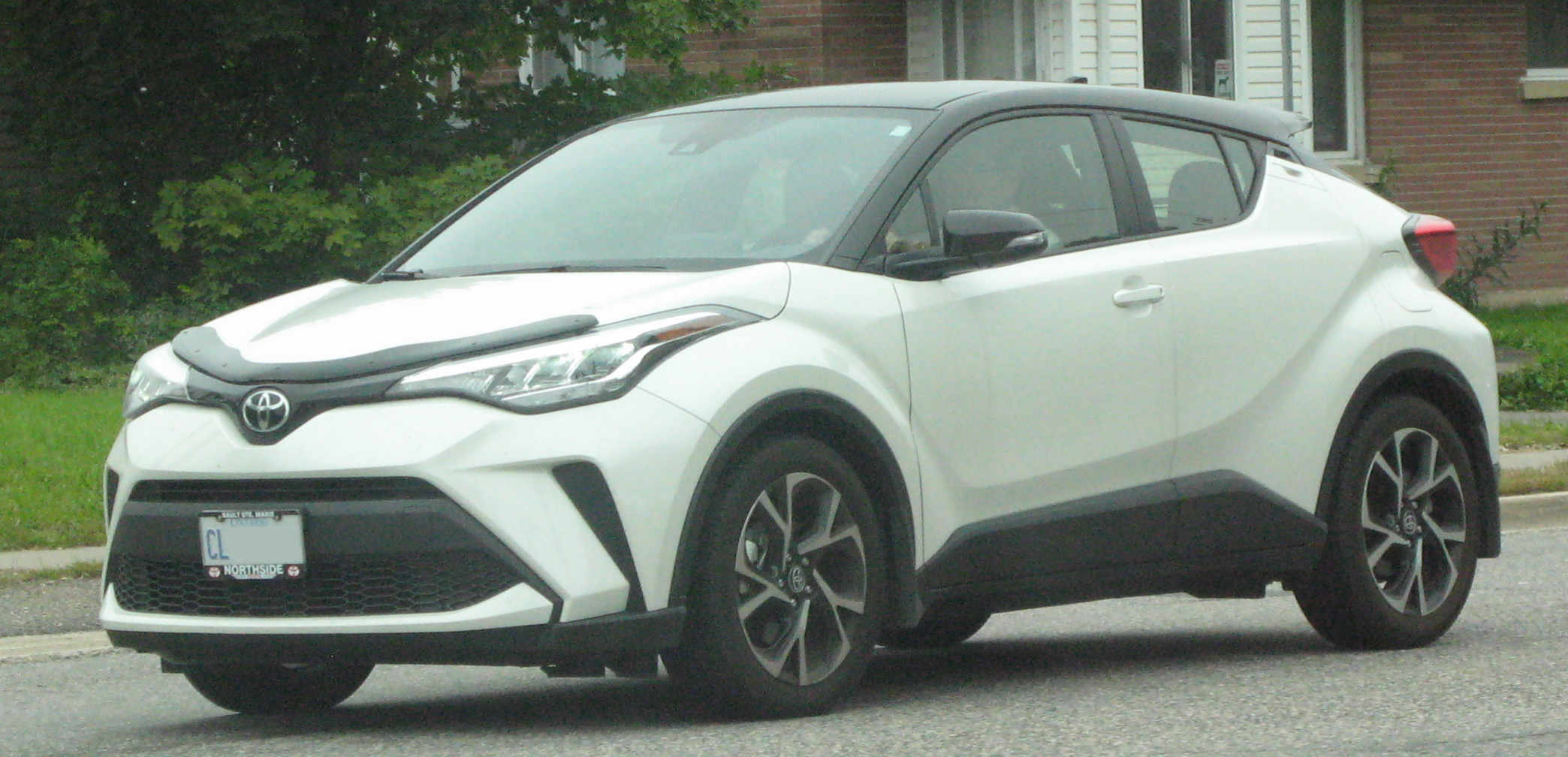
Toyota C-HR (AX10/AX50) (2016–...)

У Таїланді недорогі і прості автомобілі, безумовно, більш затребувані, як і в інших країнах, що знаходяться на такому ж рівні розвитку. Особливо необхідно виділити популярність пікапів, на частку яких припадає більше ніж половина ринку. Ці показники роблять Таїланд другим за величиною після США у світі ринком для автомобілів даного типу. Така тенденція випливає, як результат державної податкової політики, а також із великої затребуваності автомобілів багатоцільового призначення.
Слід зауважити, що багато виробників (Ford, Isuzu, Mazda, Mitsubishi) вибрали Таїланд місцем розташування своїх глобальних баз з виробництва пікапів, найчастіше звідси експортуючи автомобілі в Європу, Японію і в інші частини світу. Тільки однотонні вантажівки не експортуються в Північну Америку, що пов'язано з наданням переваги в цьому регіоні більш великим вантажівкам. У 2005 році Таїланд перевершив США і став найбільшим світовим виробником однотонних пікапів, а в 2007 році зайняв другу позицію в світі (знову позаду США) з виробництва та експорту пікапів загалом.
Хоча на ринку представлені багато західних і інші марки, японські компанії вже давно займають в Таїланді домінуючі позиції. Наприклад, в 1978 і 1982 роках японські марки мали 91% і 90% від загальної частки відповідно. У 2006 році у них залишилося 88,5%, незважаючи на вихід на ринок компаній Ford, General Motors, Volkswagen і BMW.
Легкі і середні вантажівки, а також мікроавтобуси, також служать основою для повсюдних маршрутних таксі Сонгтхеу, які забезпечують більшу частину місцевого транспорту в Таїланді.
У 2015 році на тлі скептицизму експертів в плані комерційної життєздатності розпочала роботу перша тайська марка електромобілів. Компанія Vera Automotive була заснована 7 жовтня 2015 року п'ятьма тайськими інженерами з Технологічного інституту короля Монгкута Ладкрабанга.

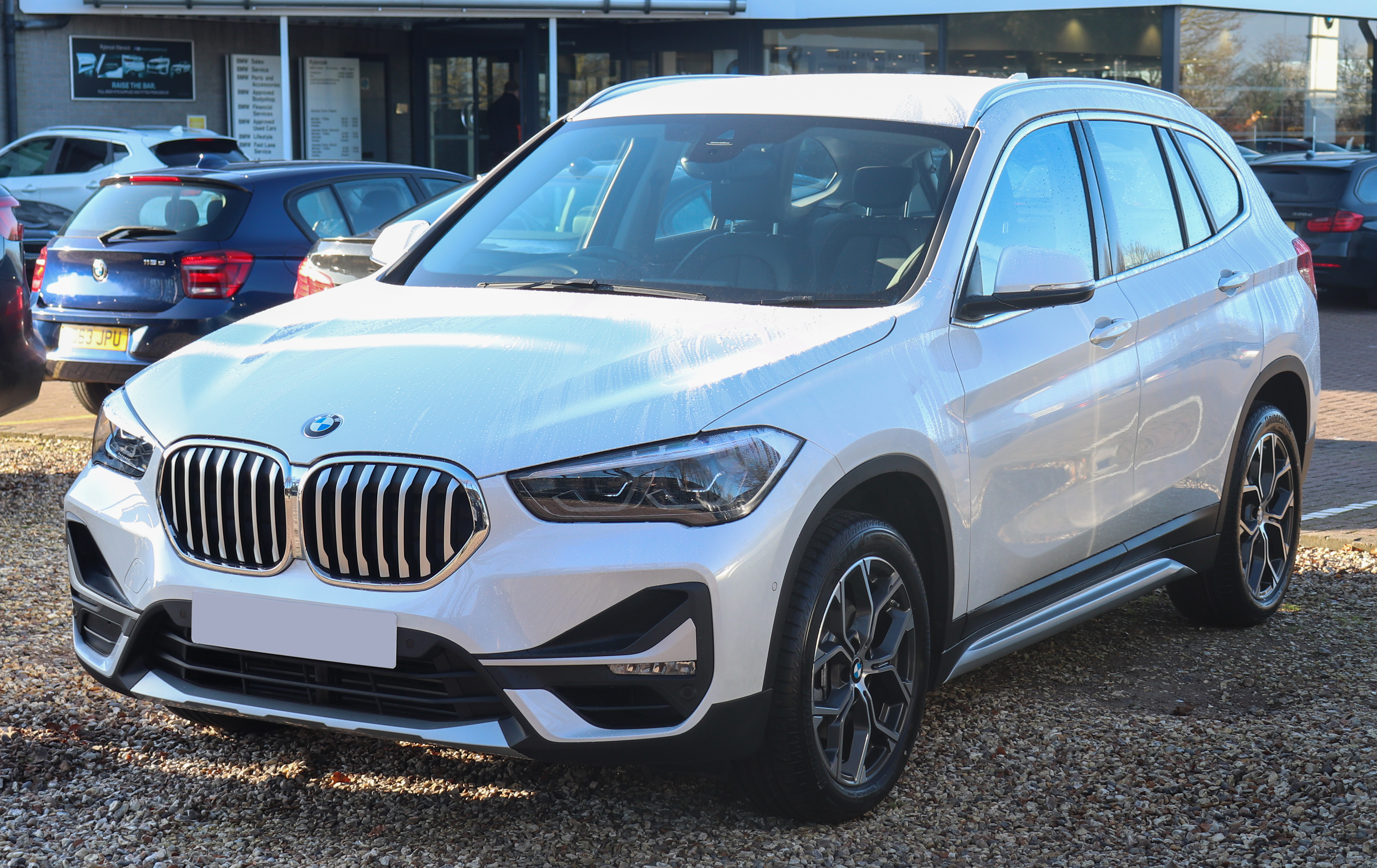
BMW X1 (F48) (2015–2022)
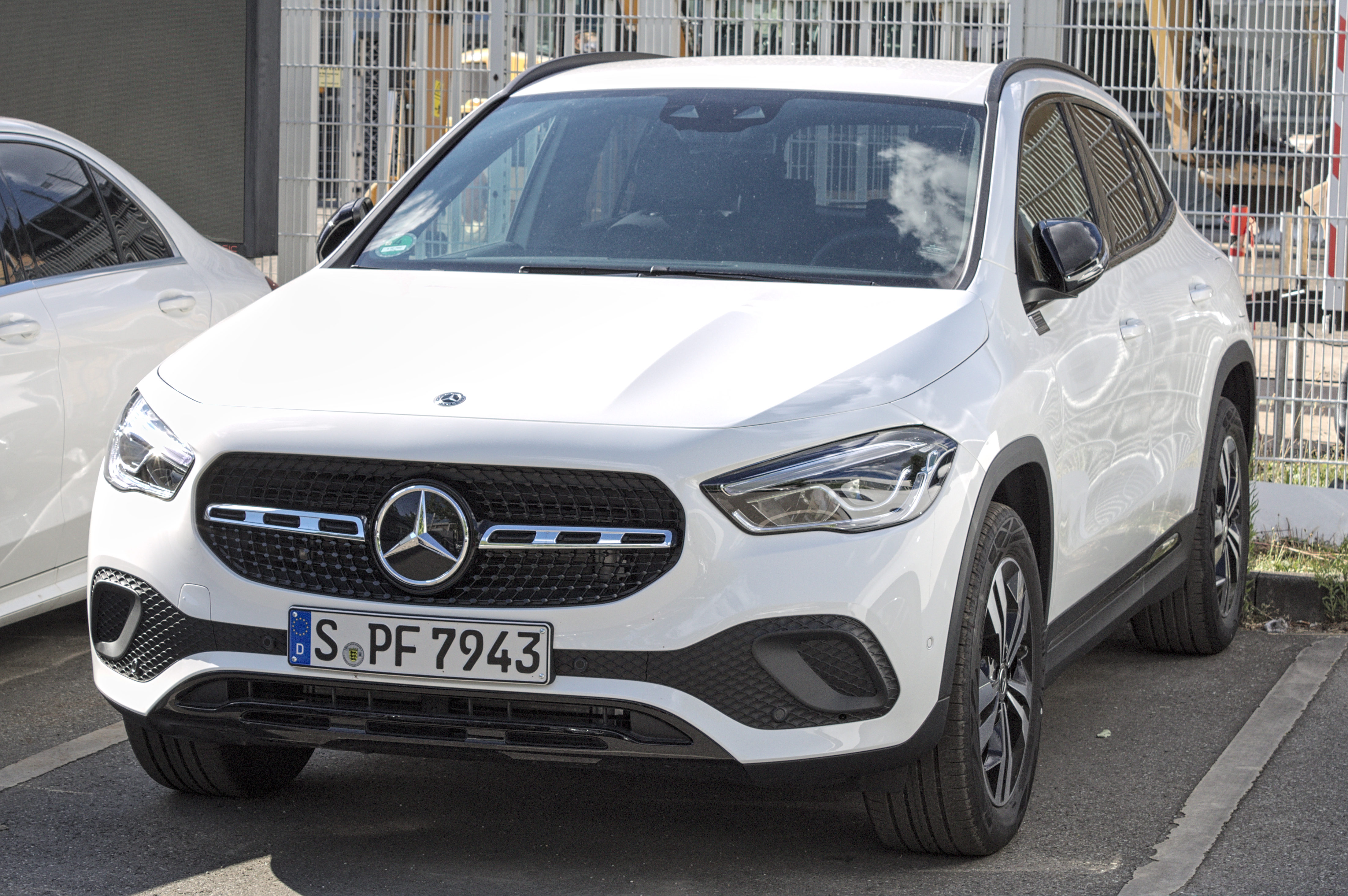
Mercedes-Benz GLA-Class (H247) (2019–...)
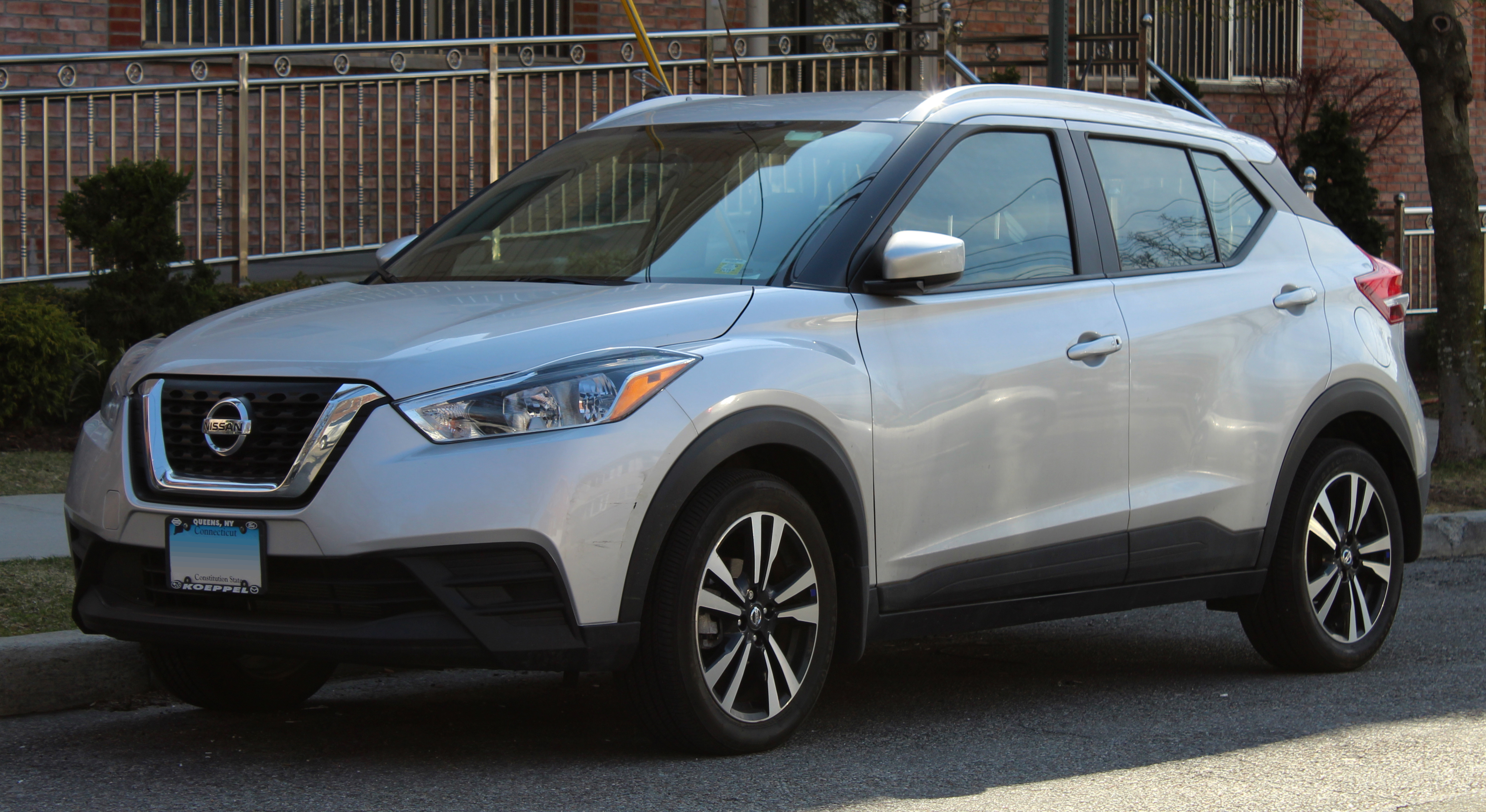
Nissan Kicks (P15) (2016–...)
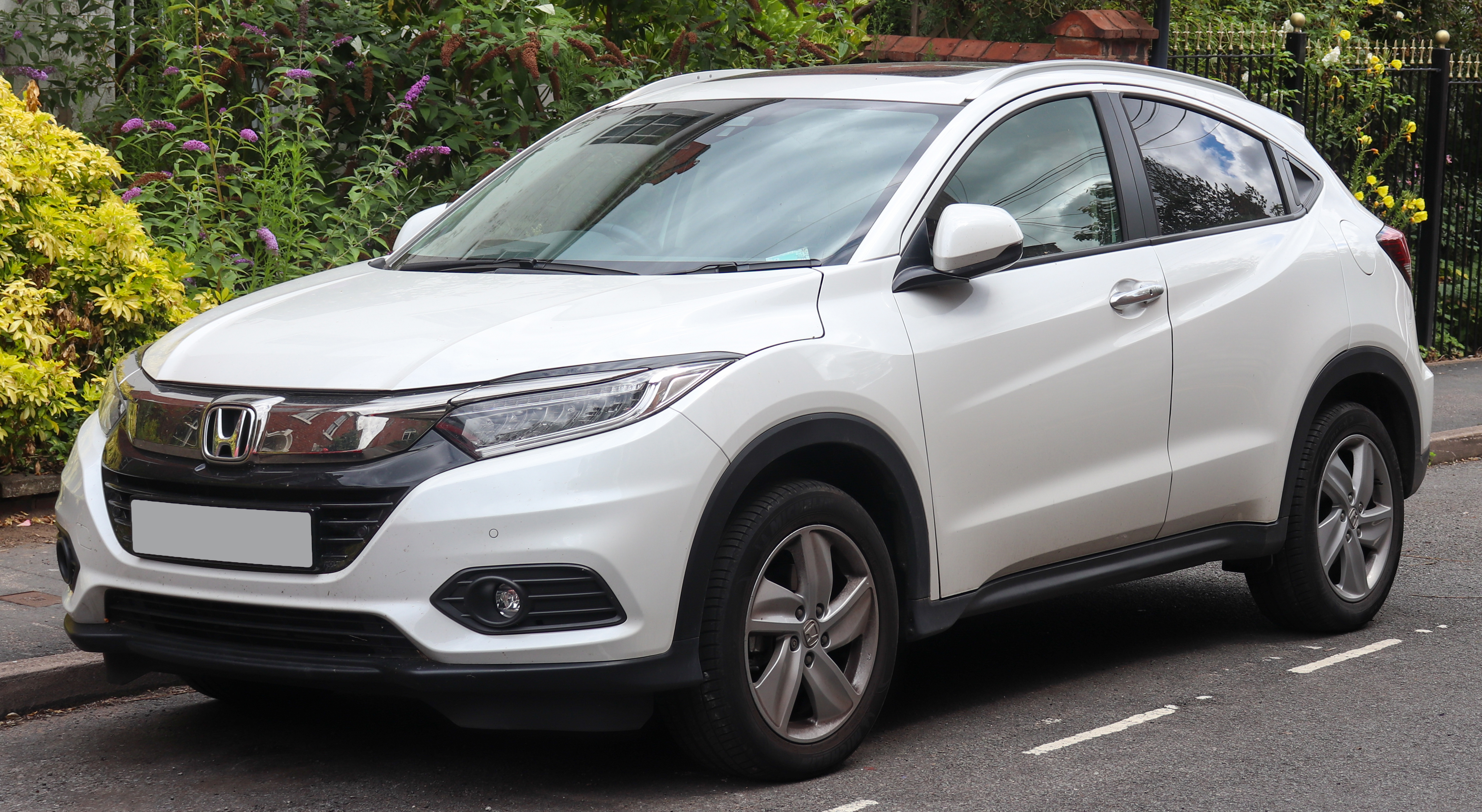
Honda HR-V (RU) (2013–...)
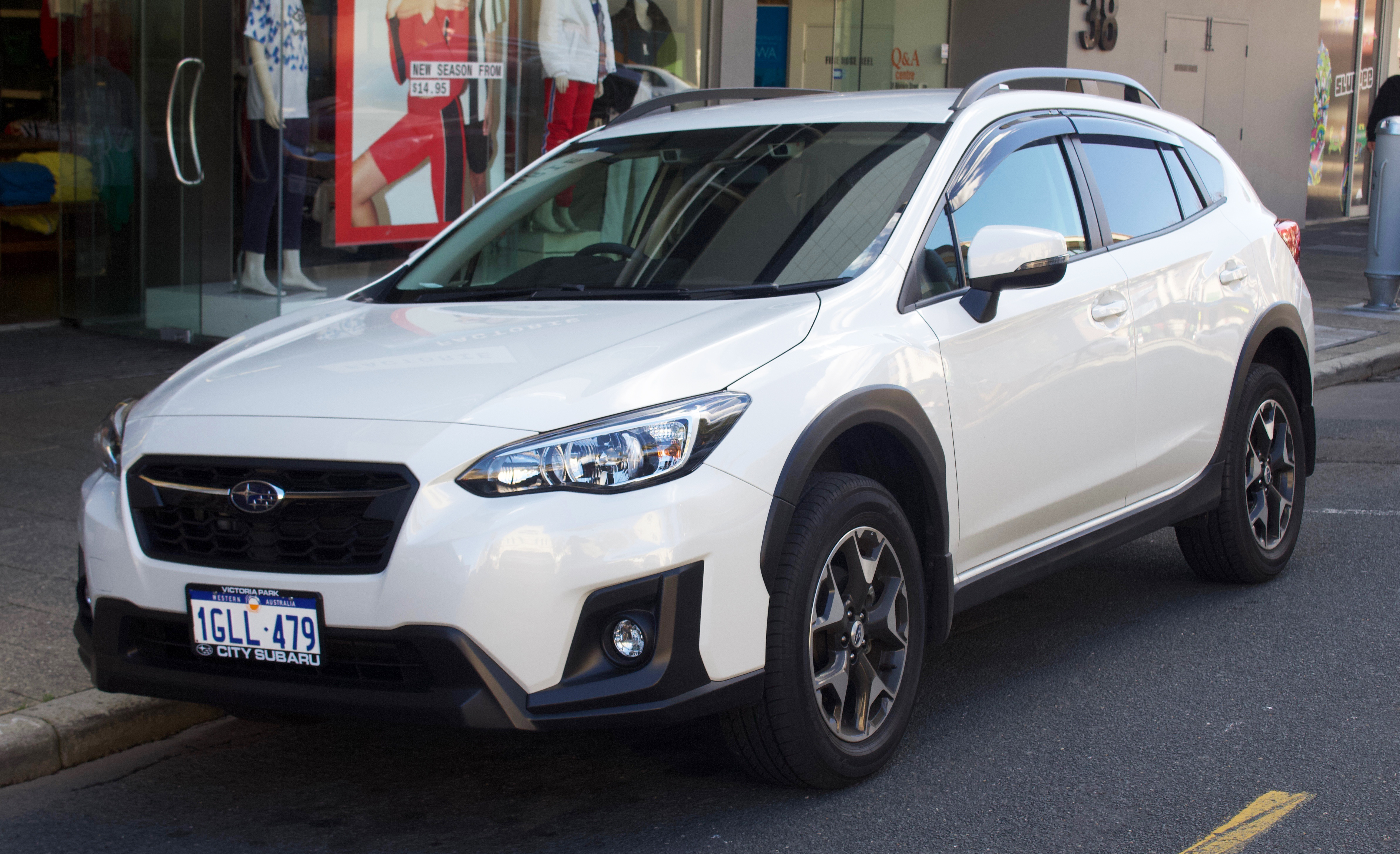
Subaru XV (GT) (2017–...)
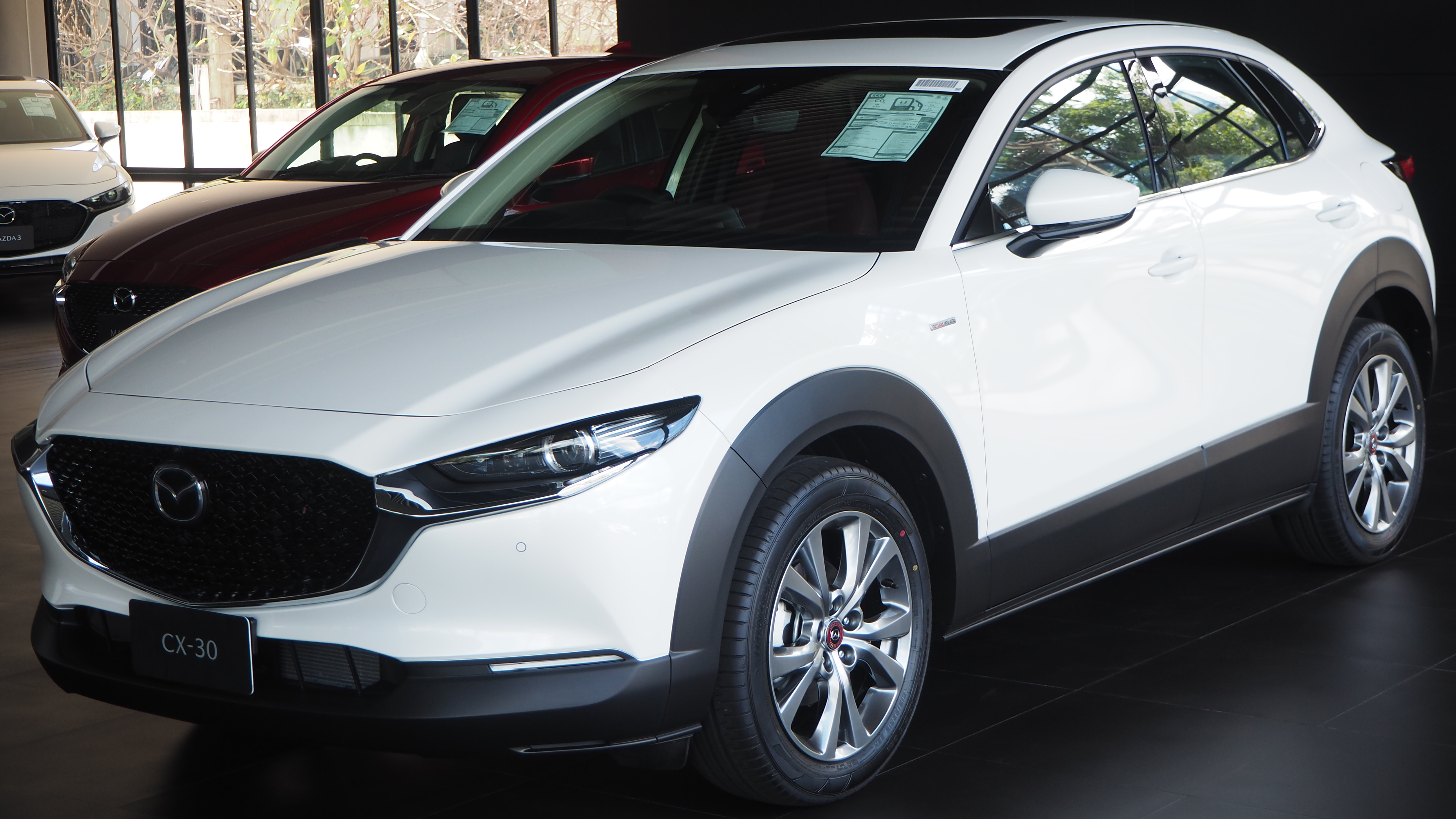
Mazda CX-30 (DM) (2019–...)

## Виробники

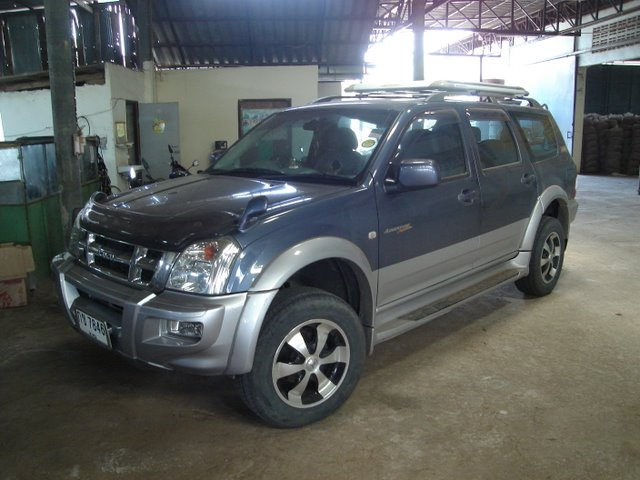
Thairung Adventure Master (2002—2012)

Іноземні компанії, які мають заводи в Таїланді:
- BMW
- Daihatsu
- Ford
- General Motors
- Honda
- Isuzu
- Mazda
- Mercedes-Benz
- MG
- Mitsubishi
- Nissan
- Tata
- Toyota
- Volvo
- Volkswagen

## Обсяг виробництва за роками

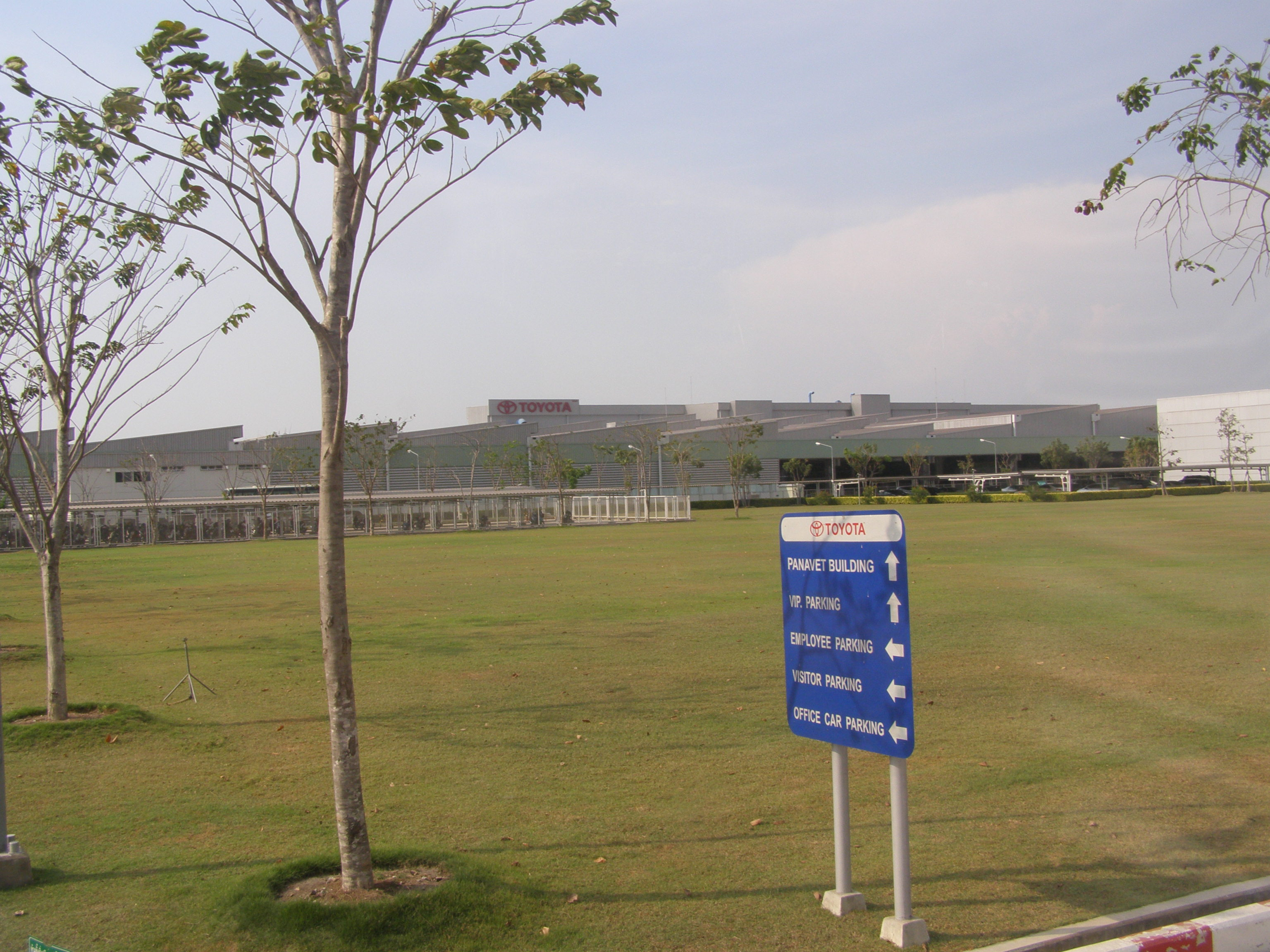
Завод Toyota Ban Pho Plant (Toyota Motor Thailand)

| Рік  | Обсяг виробництва |
| ---- | ----------------- |
| 1970 | 22,055            |
| 1980 | 73,347            |
| 1990 | 304,843           |
| 1995 | 533,200           |
| 2000 | 411,721           |
| 2005 | 1,122,712         |
| 2010 | 1,644,513         |
| 2011 | 1,457,798         |
| 2012 | 2,429,142         |
| 2013 | 2,457,057         |
| 2014 | 1,880,007         |
| 2015 | 1,915,420         |
| 2016 | 1,944,417         |
| 2017 | 1,988,823         |
| 2018 | 2,167,694         |
| 2019 | 2,013,710         |
| 2020 | 1,427,074         |
| 2021 | 1,685,705         |
| 2022 | 1,883,515         |
| 2023 | 1,841,663         |